# Ryskt radgräs
Ryskt radgräs (Beckmannia eruciformis) är en gräsart som först beskrevs av Carl von Linné, och fick sitt nu gällande namn av Nicolaus Thomas Host. Enligt Catalogue of Life ingår Ryskt radgräs i släktet radgrässläktet och familjen gräs, men enligt Dyntaxa är tillhörigheten istället släktet radgrässläktet och familjen gräs. Arten förekommer tillfälligt i Sverige, men reproducerar sig inte. Inga underarter finns listade i Catalogue of Life.